# Sacavém
Sacavém (AFI: [sɐkɐ'vɐ̃ĩ]) é uma cidade portuguesa pertencente ao Município de Loures, situada a poucos quilómetros a nordeste da capital do País, Lisboa, que foi sede da extinta Freguesia de Sacavém, freguesia que tinha 4,08 km² de área e 18 469 habitantes (2011), e, por isso, uma densidade populacional de 4 526,7 h/km².
A Freguesia de Sacavém foi extinta em 2013, no âmbito de uma reforma administrativa nacional, para, em conjunto com a Freguesia de Prior Velho formar uma nova freguesia denominada União das Freguesias de Sacavém e Prior Velho da qual é a sede.

## Origem do nome
Julga-se que na origem do nome Sacavém esteja o étimo árabe šâqabî, significando «próximo» ou «vizinho» (provavelmente, da cidade de Lisboa), através de uma corruptela em Šaqaban; o nome eventualmente teria sido latinizado como Sacabis, e através da forma do acusativo Sacabem (relativamente similar ao termo usado pelos muçulmanos) ter-se-ia chegado ao moderno termo Sacavém. Há no entanto outras teorias acerca da origem do topónimo; para tal veja-se o artigo História de Sacavém.

## História
Situada na encruzilhada dos caminhos que, vindos do Norte e do Este, se dirigiam a Lisboa, Sacavém esteve presente em inúmeros momentos da História de Portugal.
Povoação antiquíssima, existiu no tempo dos Romanos uma ponte em Sacavém que subsistiu, pelo menos, até ao século XVI (segundo o relato de Francisco de Holanda). Do tempo da ocupação mourisca ficou, aparentemente, o topónimo de origem arábica (شقبان, Šaqabān); imediatamente após a tomada de Lisboa pelos cristãos, em 1147, parece ter ocorrido aqui um combate (a batalha de Sacavém), hoje comummente considerado lendário.
Durante a Idade Média, Sacavém constituiu um reguengo, grande produtor de cereal e vinho; não obstante, os monarcas cederam, por várias vezes, o seu usufruto. Assim, foram beneficiários do reguengo o almirante Manuel Pessanha, a rainha D. Leonor Teles, e depois o Condestável Nuno Álvares Pereira. Por morte deste, passou a sua posse para o seu neto, o conde de Ourém D. Afonso, filho do duque de Bragança, sendo que após a morte de D. Afonso sem filhos, a terra foi integrada no extenso património da Casa de Bragança, à qual viria a pertencer até à queda da monarquia (excetuado o reinado de D. João II, com a execução do titular e confisco dos respetivos bens pela Coroa).
De acordo com algumas crónicas, aqui terá falecido a rainha D. Filipa de Lencastre, em 1415; o nome da povoação figura depois num documento histórico da maior importância para o período das Descobertas – a Carta do Achamento do Brasil (1500), por haver participado na expedição comandada por Pedro Álvares Cabral Diogo Dias, que fora almoxarife da povoação.
No final desse século, o governador do reino Miguel de Moura ordenou aí a construção do Convento de Nossa Senhora da Conceição (com a Igreja de Nossa Senhora da Purificação (Sacavém) anexa), em cumprimento de um voto que fizera anos antes.
Durante um grande surto de peste, em 1599, descobriu-se acidentalmente uma antiga imagem de Nossa Senhora, a qual, por ter, aparentemente, acalmado a pestilência, passou a ser venerada como Nossa Senhora da Saúde, e celebrada desde então todos os anos.
Severamente danificada durante o Terramoto de 1755 (com a destruição da Igreja Matriz e dos últimos vestígios da ponte romana), Sacavém entrou num lento marasmo que durou cerca de um século, até cerca de 1850 se iniciar a sua industrialização – donde ressalta a fundação da célebre Fábrica de Loiça de Sacavém, que espalhou o nome de Sacavém por Portugal e pelo Mundo, e a passagem do caminho-de-ferro, inaugurado em 1856, pela povoação. Esta situação contribuiu para um aumento populacional sustentado, até meados da década de 1970. A industrialização esteve na base do desenvolvimento associativo de que são expressão a Cooperativa «A Sacavenense» e o Sport Grupo Sacavenense, entre outros.
Em Sacavém estabeleceu-se o quartel-general das forças responsáveis pela queda do regime democrático da I República, e aí se preparam os contragolpes que sucessivamente derrubaram Mendes Cabeçadas e Gomes da Costa, e levaram ao poder Óscar Carmona.
O desenvolvimento da povoação levou os responsáveis políticos a atribuir-lhe o estatuto de vila; porém, os sacavenenses, descontentes, pugnaram abertamente contra o regime ditatorial saído da Revolução Nacional de 1926, destacando-se a célebre «greve dos rapazes» (1937) ou a «marcha da fome» (1944).
Após a restauração do regime democrático, em 1974, deram-se importantes acontecimentos históricos em Sacavém – designadamente o cerco do quartel do RALIS, que então estava integrado na freguesia (hoje faz parte da Portela de Sacavém). Em 1983 a famosa Fábrica de Loiça encerra as portas.
No final da década de 1980, a freguesia ganha a sua actual configuração geográfica, com a separação da Portela e do Prior Velho.
Em 4 de Junho de 1997, Sacavém vê enfim reconhecido todo o seu valor e potencial, tendo sido elevada a cidade através da lei n.º 45/97. Meses mais tarde, era inaugurada a Ponte Vasco da Gama, ligando Sacavém ao Montijo, e que se tornou uma obra de referência na paisagem urbana da Cidade.
Em 2000, foi inaugurado, pelo Presidente da República Dr. Jorge Sampaio e pelo Presidente da Câmara Municipal de Loures Eng. Adão Barata, o Museu de Cerâmica de Sacavém, que acolhe o espólio histórico da antiga fábrica cerâmica.

## Geografia
Localizada na parte oriental do Município de Loures, Sacavém confina com as freguesias de Unhos (a Noroeste), Camarate (a Oeste), Prior Velho (a Sudoeste), Portela, (a Sul) e Moscavide (a Sudeste), sendo ainda banhada pelo Estuário do Tejo (a Este) e pelo Rio Trancão, anteriormente chamado Rio de Sacavém (a Norte, o qual separa esta freguesia da Bobadela).
Freguesia bastante urbanizada, acha-se tradicionalmente dividida em Sacavém de Cima e Sacavém de Baixo, embora recentemente tenham surgido novas urbanizações na cidade. Orograficamente, é um espaço pouco acidentado (contando somente três elevações: o Monte do Convento, o Monte de Sintra e o Monte do Mocho), variando a sua altitude entre os zero e os sessenta metros.
Outrora, a freguesia recobria um espaço muito mais vasto, tendo perdido, com o decorrer dos tempos, a jurisdição sobre territórios que integram as atuais povoações vizinhas de São João da Talha, Bobadela, Camarate, Prior Velho, Portela, Moscavide, e Santa Maria dos Olivais. Administrativamente, antes de ser integrada no concelho (atual município) de Loures, fez parte do termo da cidade de Lisboa (até 1852), e depois, do extinto concelho dos Olivais (1852-1886).

## População
| População da freguesia de Sacavém | População da freguesia de Sacavém | População da freguesia de Sacavém | População da freguesia de Sacavém | População da freguesia de Sacavém | População da freguesia de Sacavém | População da freguesia de Sacavém | População da freguesia de Sacavém | População da freguesia de Sacavém | População da freguesia de Sacavém | População da freguesia de Sacavém | População da freguesia de Sacavém | População da freguesia de Sacavém | População da freguesia de Sacavém | População da freguesia de Sacavém |
| --------------------------------- | --------------------------------- | --------------------------------- | --------------------------------- | --------------------------------- | --------------------------------- | --------------------------------- | --------------------------------- | --------------------------------- | --------------------------------- | --------------------------------- | --------------------------------- | --------------------------------- | --------------------------------- | --------------------------------- |
| 1864                              | 1878                              | 1890                              | 1900                              | 1911                              | 1920                              | 1930                              | 1940                              | 1950                              | 1960                              | 1970                              | 1981                              | 1991                              | 2001                              | 2011                              |
| 1 251                             | 1 467                             | 1 877                             | 2 101                             | 3 852                             | 4 446                             | 3 779                             | 4 653                             | 6 488                             | 10 624                            | 19 087                            | 27 945                            | 16 231                            | 17 659                            | 18 469                            |

Nos anos de 1864 e 1878 pertencia ao concelho dos Olivais, extinto por decreto de 22/07/1886. No ano de 1890 estava dividida nas freguesias de Sacavém (Intra-muros), parte do 1.º Bairro do Concelho de Lisboa (população: 1510 habitantes) e de Sacavém (Extra-muros), parte do concelho de Loures (população: 367). Nos anos de 1911 a 1930 tinha anexada parte das freguesias de Charneca e dos Olivais.
Pela sua posição estratégica dentro do Município de Loures e pela sua situação de proximidade face à cidade de Lisboa, Sacavém sempre dispôs de condições para o estabelecimento de novas populações e para o consequente crescimento populacional.
Desde que se iniciaram os modernos recenseamentos, que o número de habitantes da população tem vindo constantemente a aumentar (muito por causa do estabelecimento, na freguesia, da Fábrica de Loiça de Sacavém), até aos nossos dias (com decréscimos pontuais causados pela separação das freguesias de Moscavide (Olivais Extra-Muros), em 1928, Portela, em 1985, Prior Velho, em 1989, e mais recentemente, o Parque das Nações, em 2012):
Anteriormente ao século XIX, existem algumas informações dispersas, mas como até então a prática corrente era a contabilização do número de fogos (e não de habitantes), não podemos senão deduzir o número aproximado de habitantes, consoante os coeficientes utilizados.

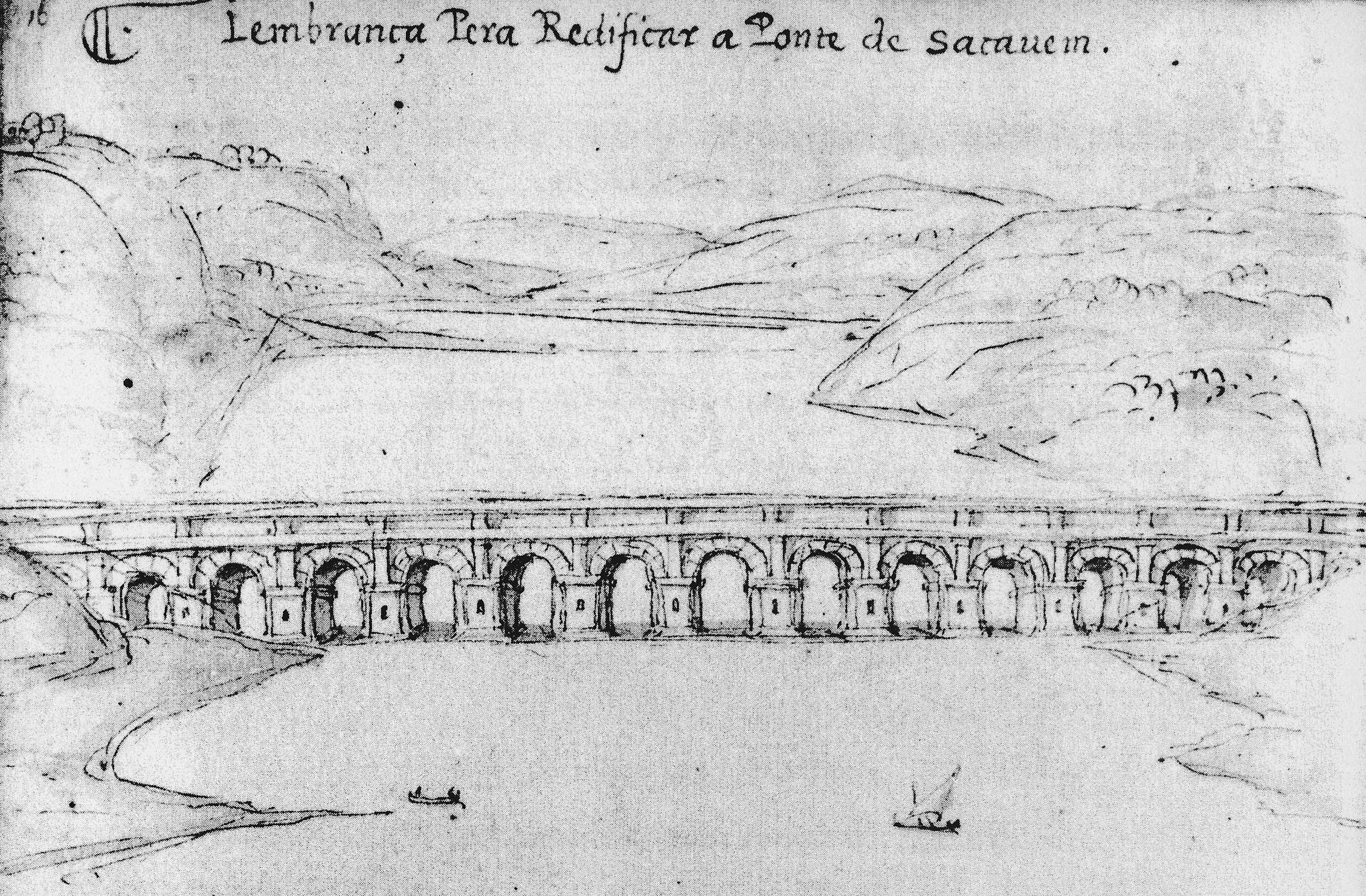
A Ponte Romana de Sacavém, desenhada por Francisco de Holanda no terceiro quartel do século XVI na sua Da fábrica que falece a cidade de Lisboa.

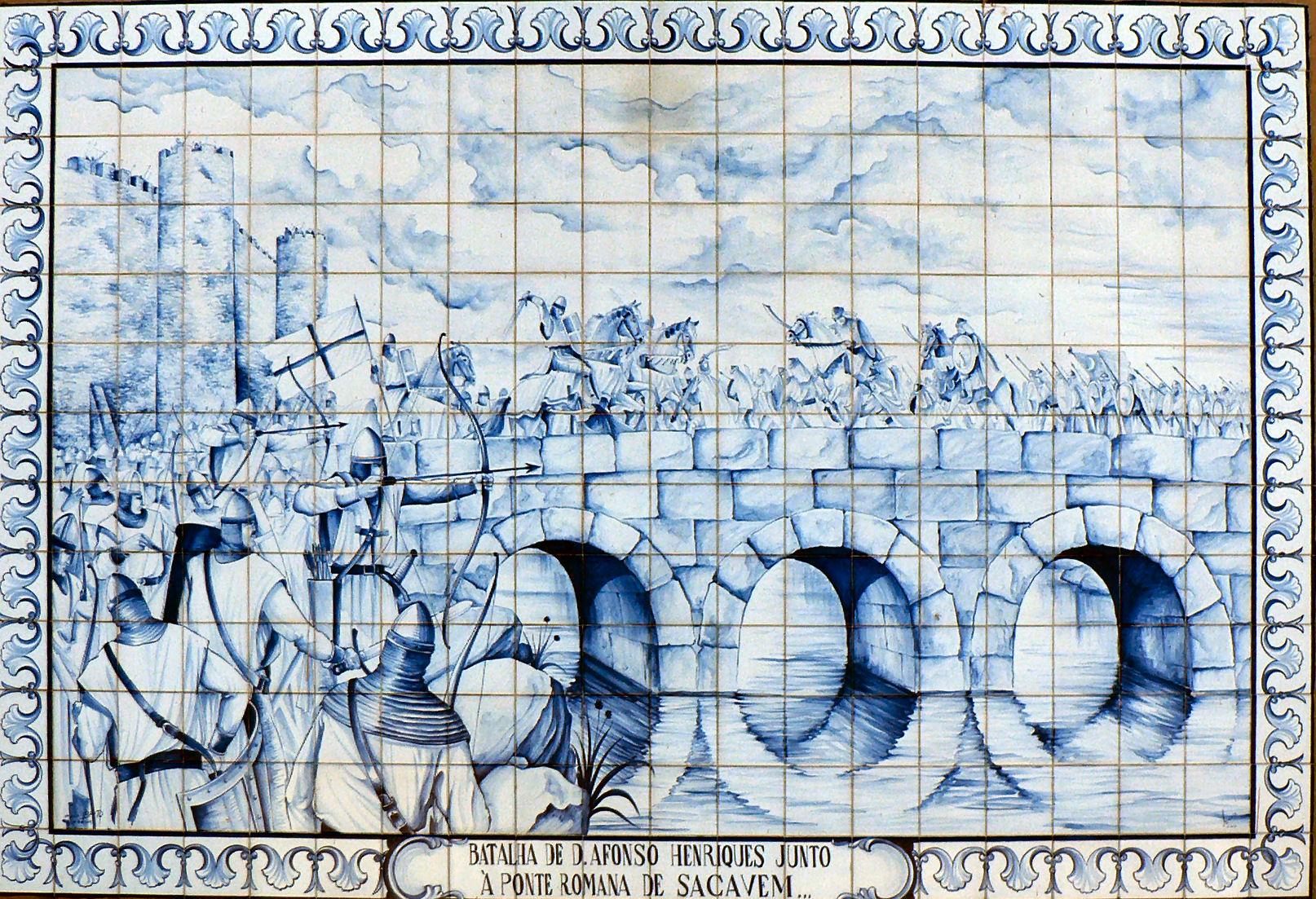
A Batalha de Sacavém, travada entre D. Afonso Henriques e os mouros (1147).

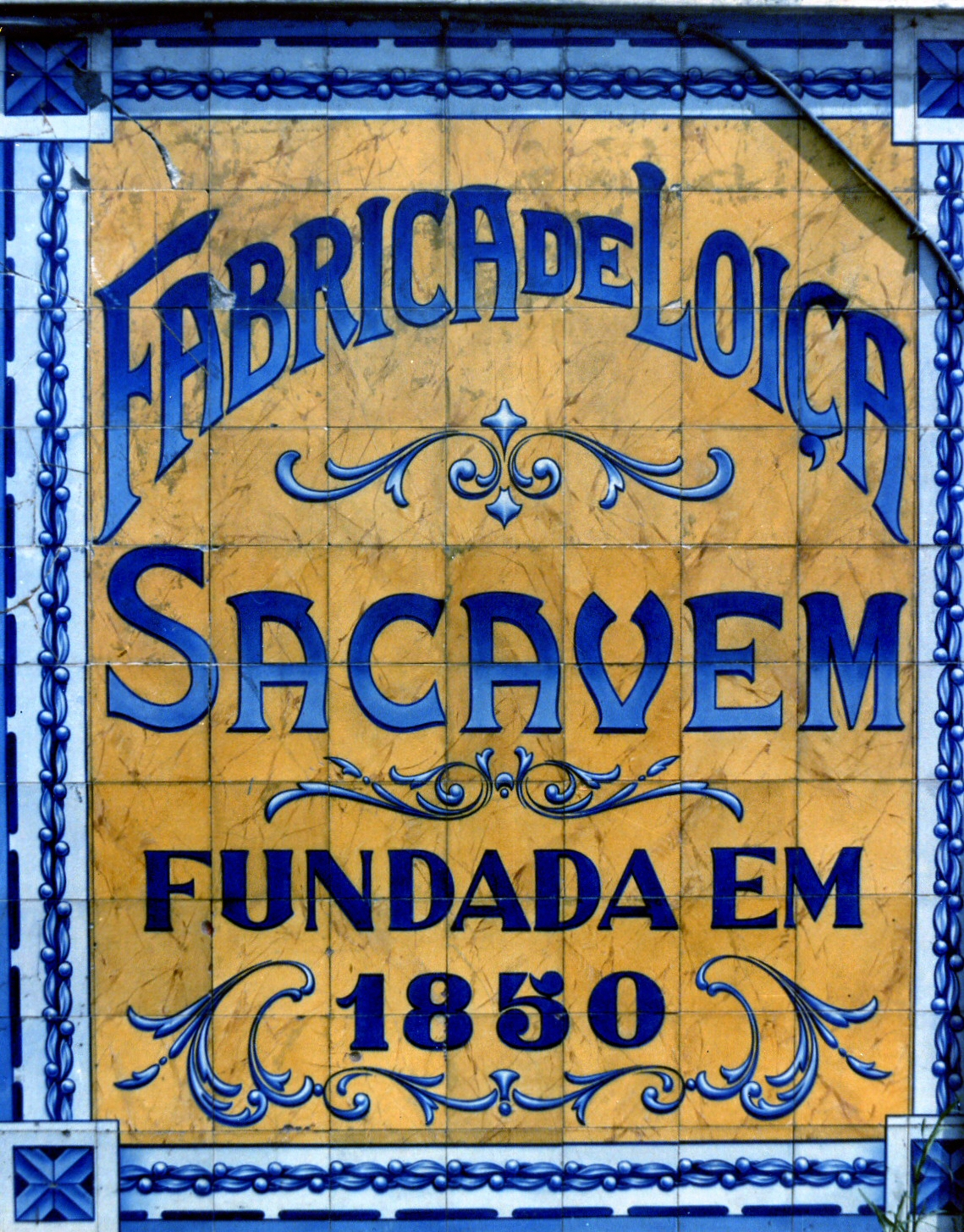
Azulejo situado à entrada da antiga Fábrica de Loiça de Sacavém, ex-líbris da povoação.

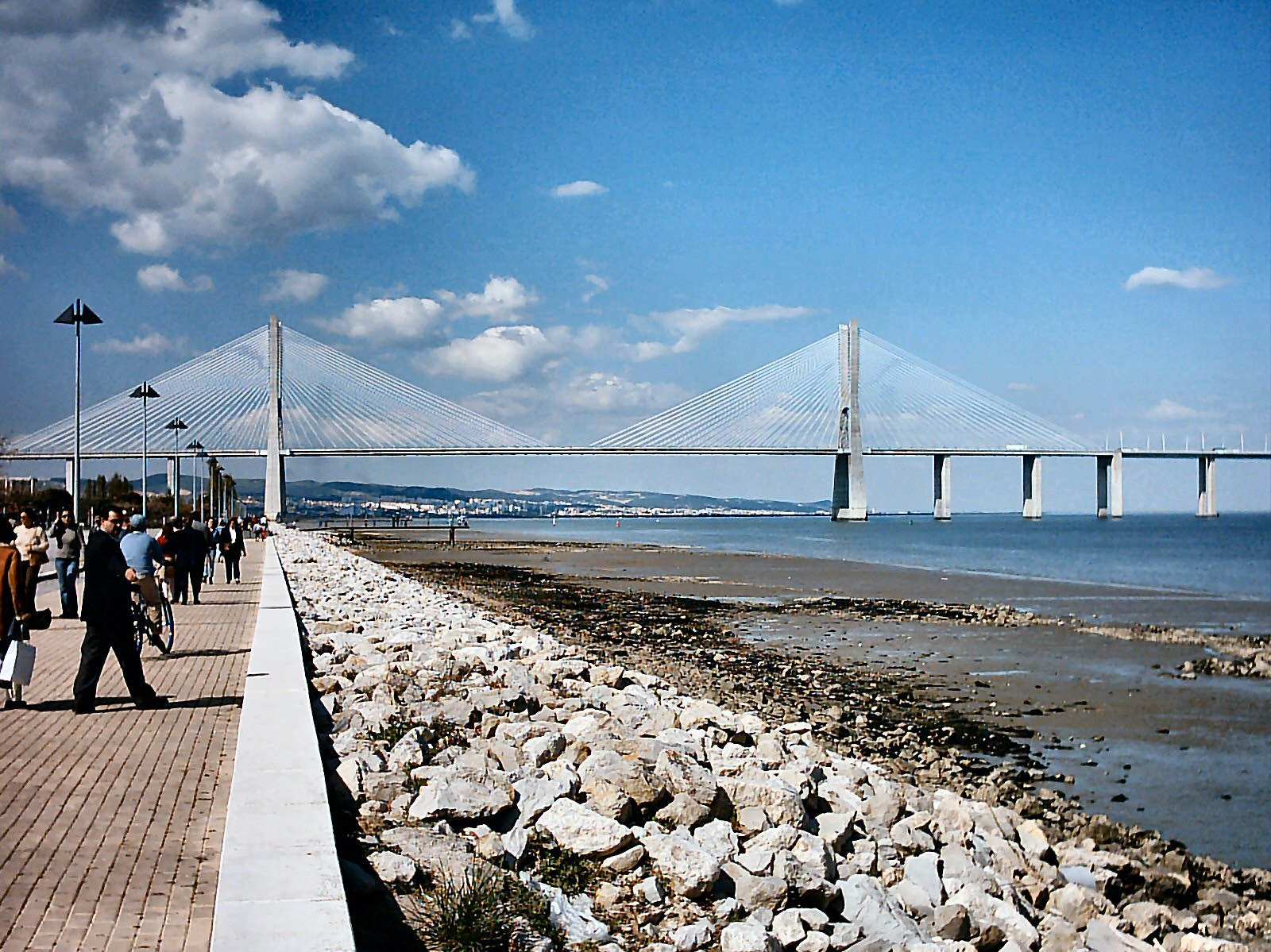
A Ponte Vasco da Gama.

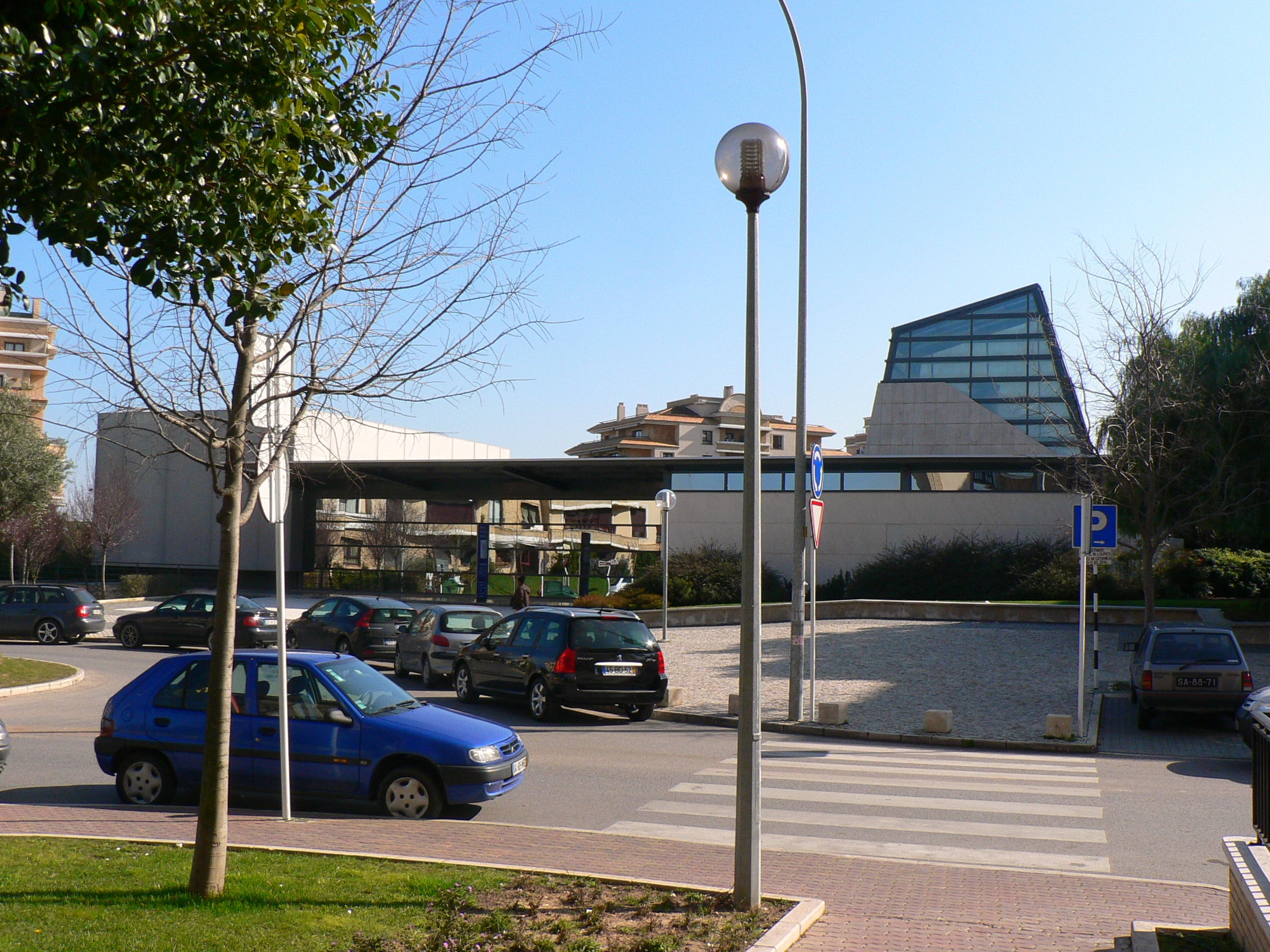
O Museu de Cerâmica de Sacavém.

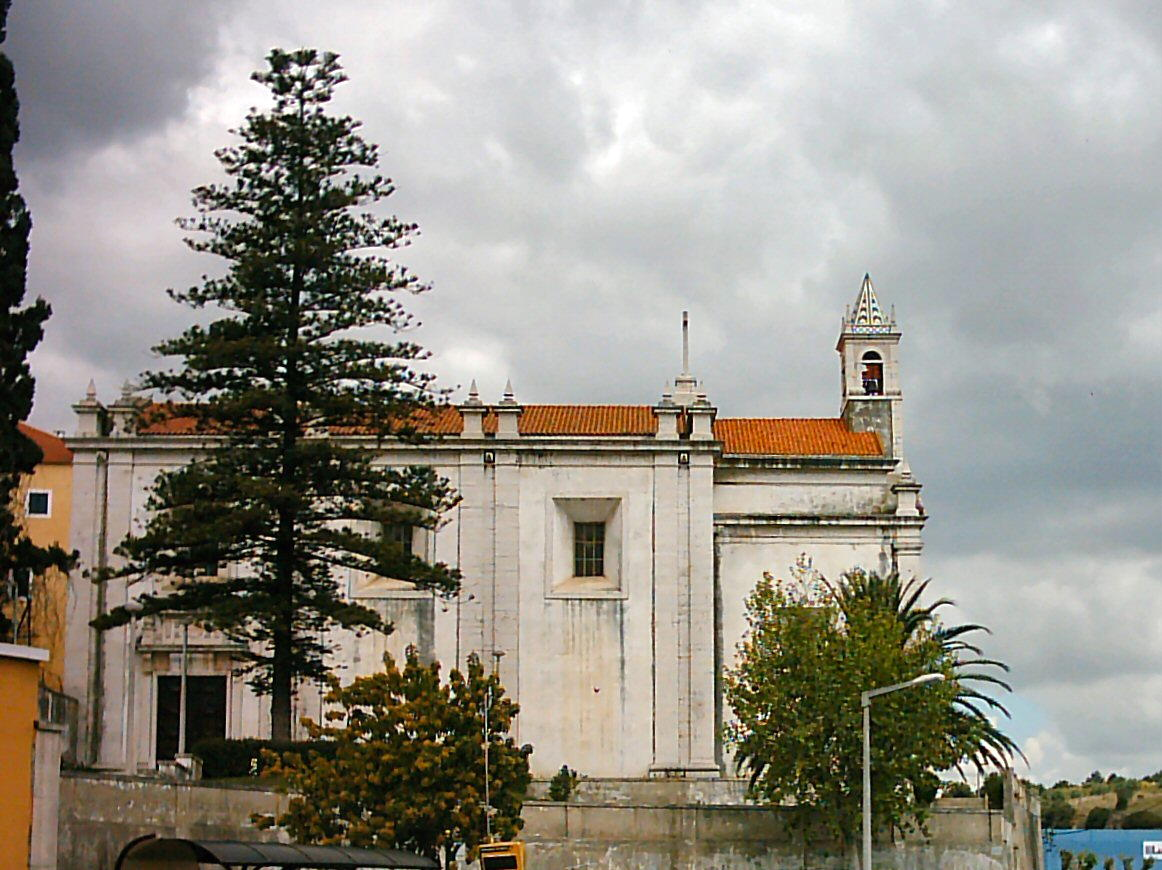
Igreja de Nossa Senhora da Purificação.

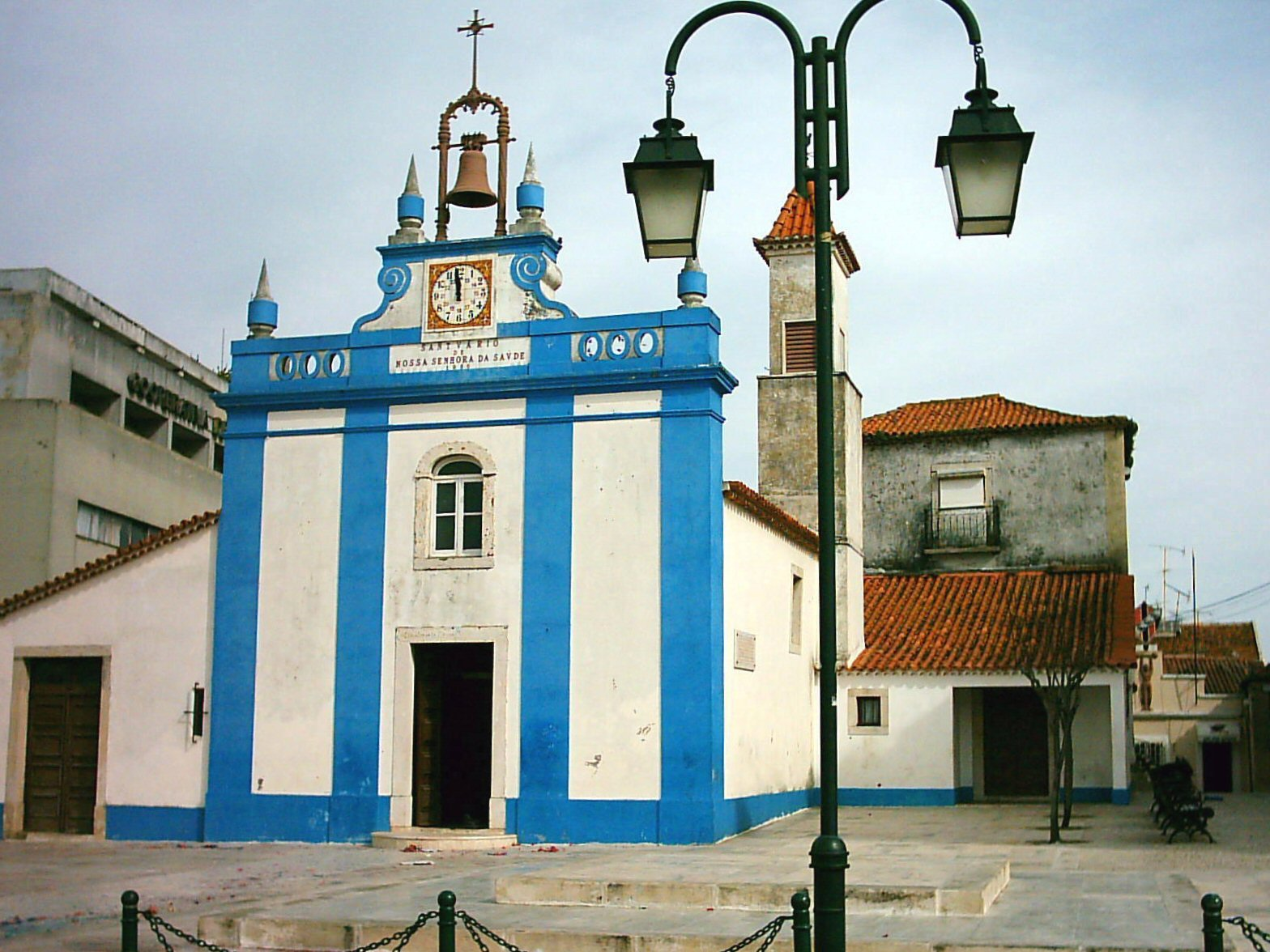
Santuário da Senhora da Saúde e de Santo André.

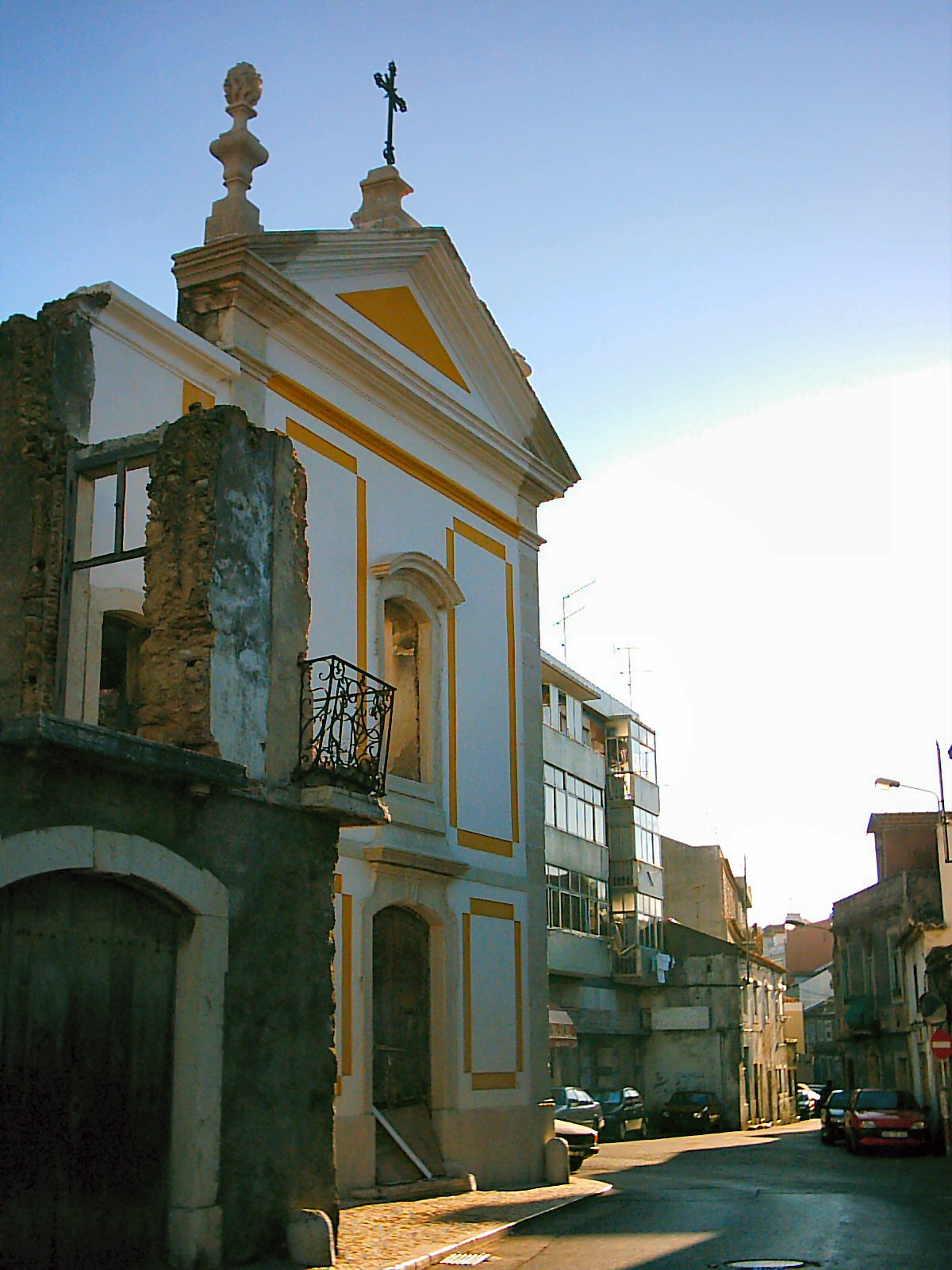
Igreja de Nossa Senhora da Vitória.

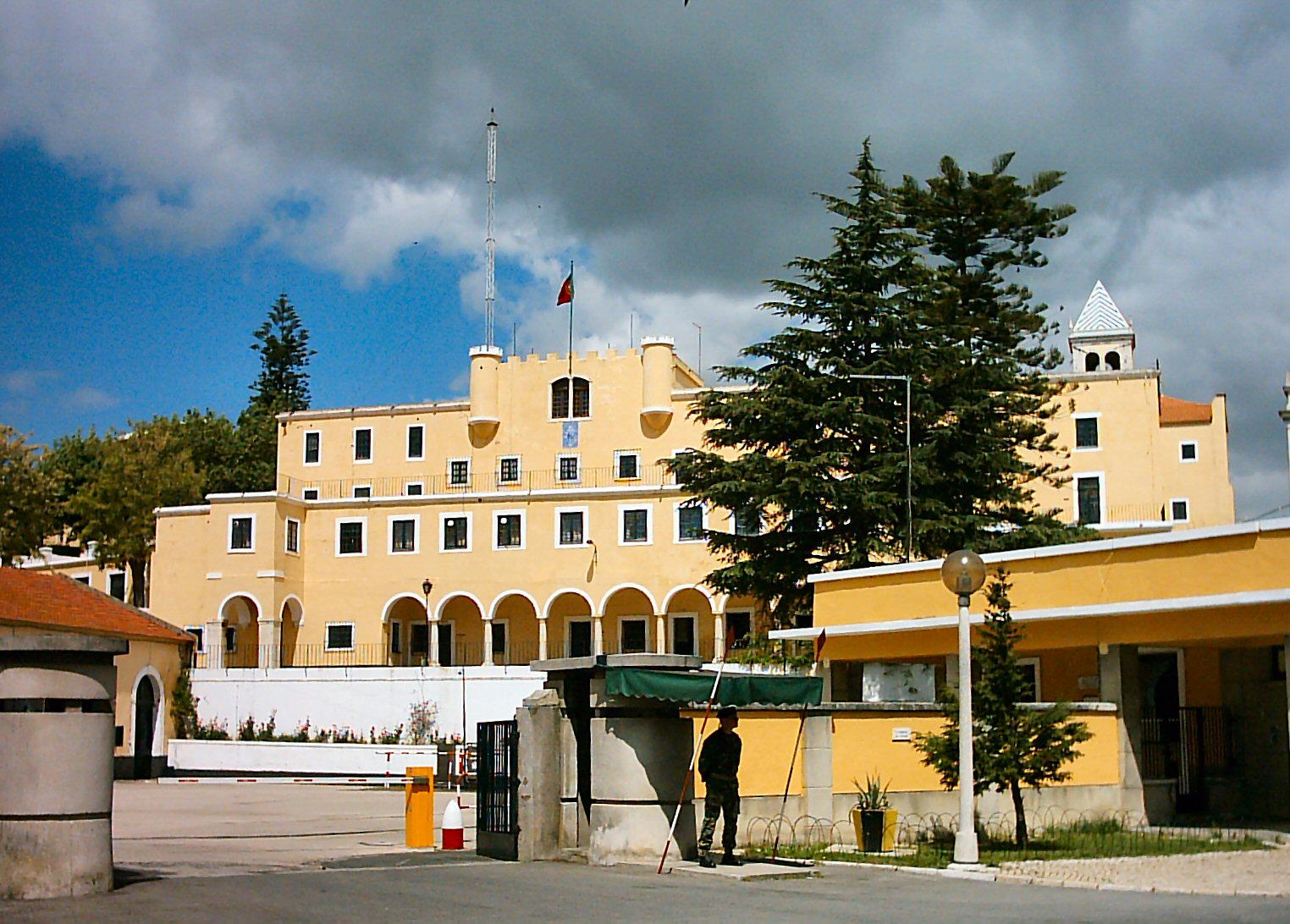
Convento de Nossa Senhora dos Mártires e da Conceição dos Milagres.

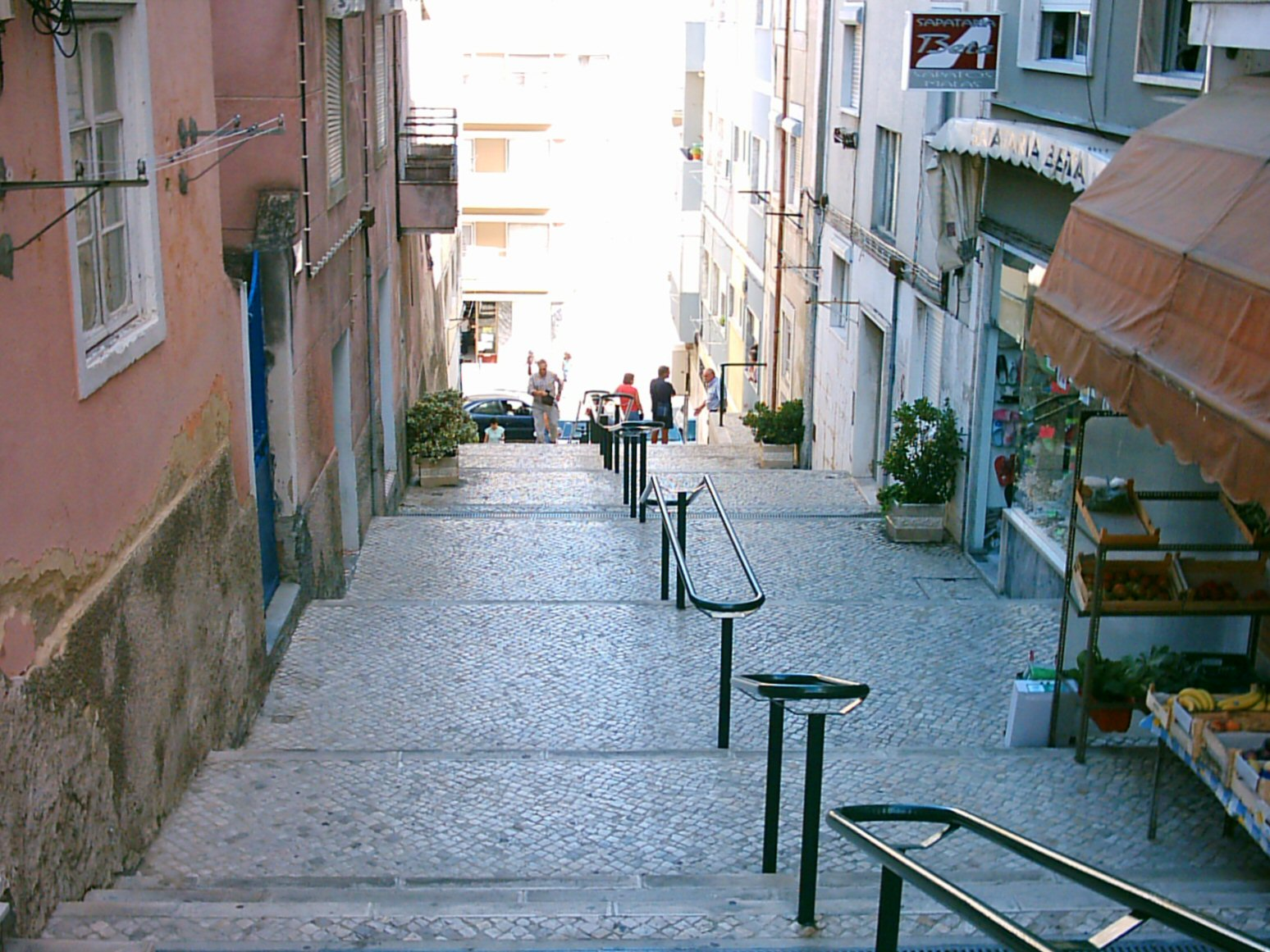
A cidade velha: as Escadinhas do Barão de Sacavém unindo as duas «metades» históricas da povoação: Sacavém de Cima e Sacavém de Baixo.

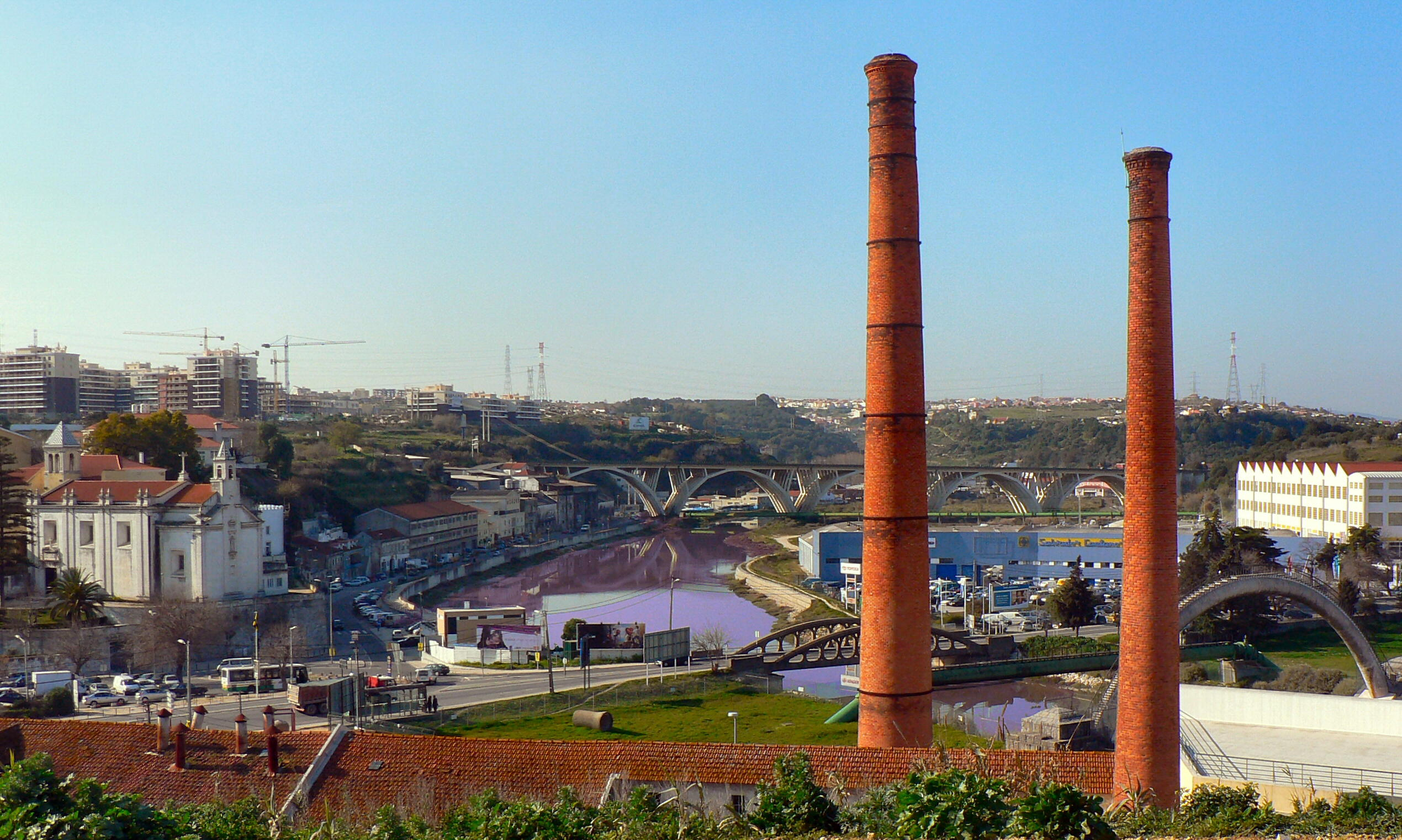
Vista parcial da zona Norte de Sacavém, a partir do Forte de Sacavém: Igreja de Nossa Senhora da Purificação, a Ponte da Auto-Estrada do Norte, o Rio Trancão e as chaminés da antiga fábrica de descasque de arroz.

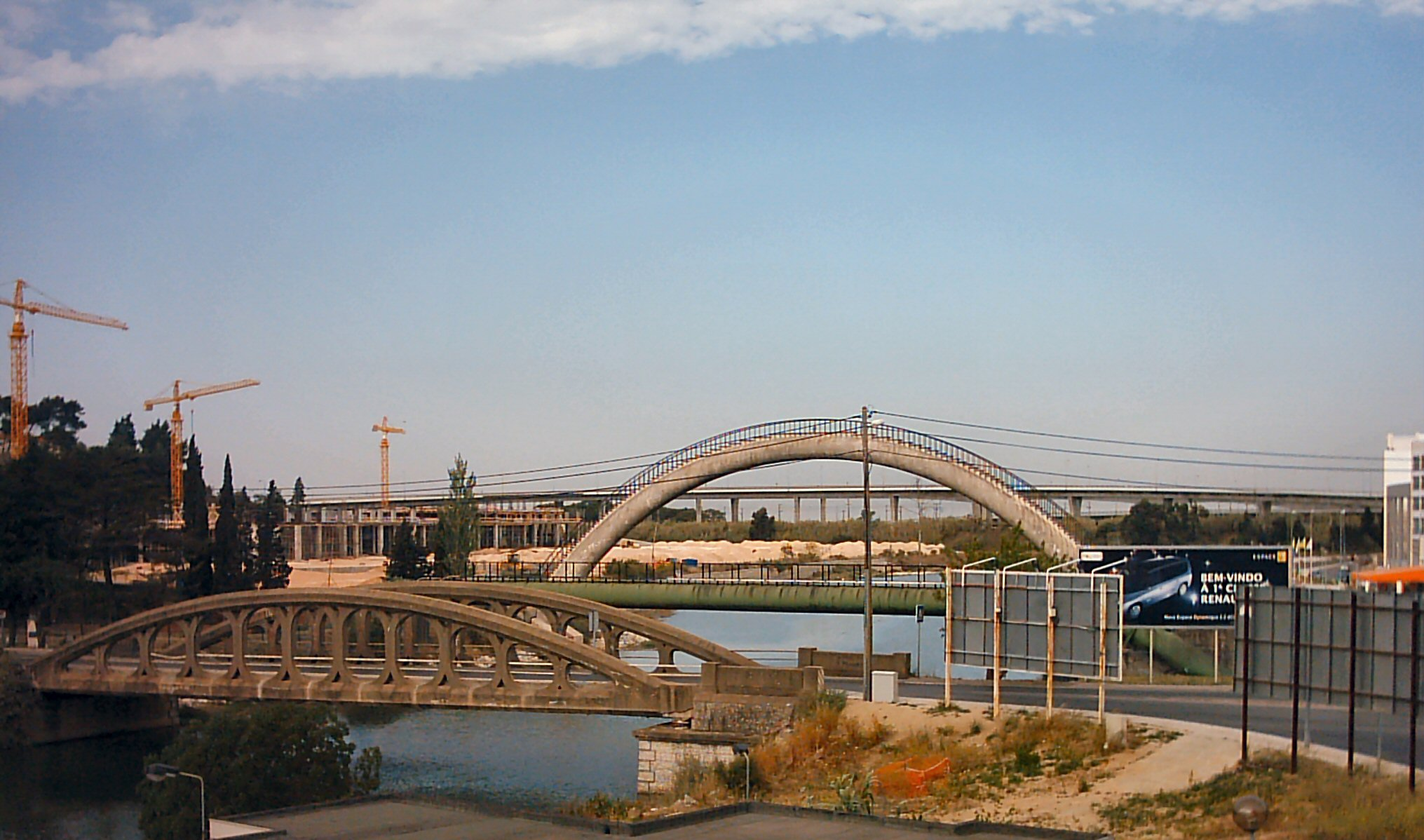
Ponte sobre o rio Trancão em Sacavém, vendo-se ao fundo o Sifão do Canal do Alviela.

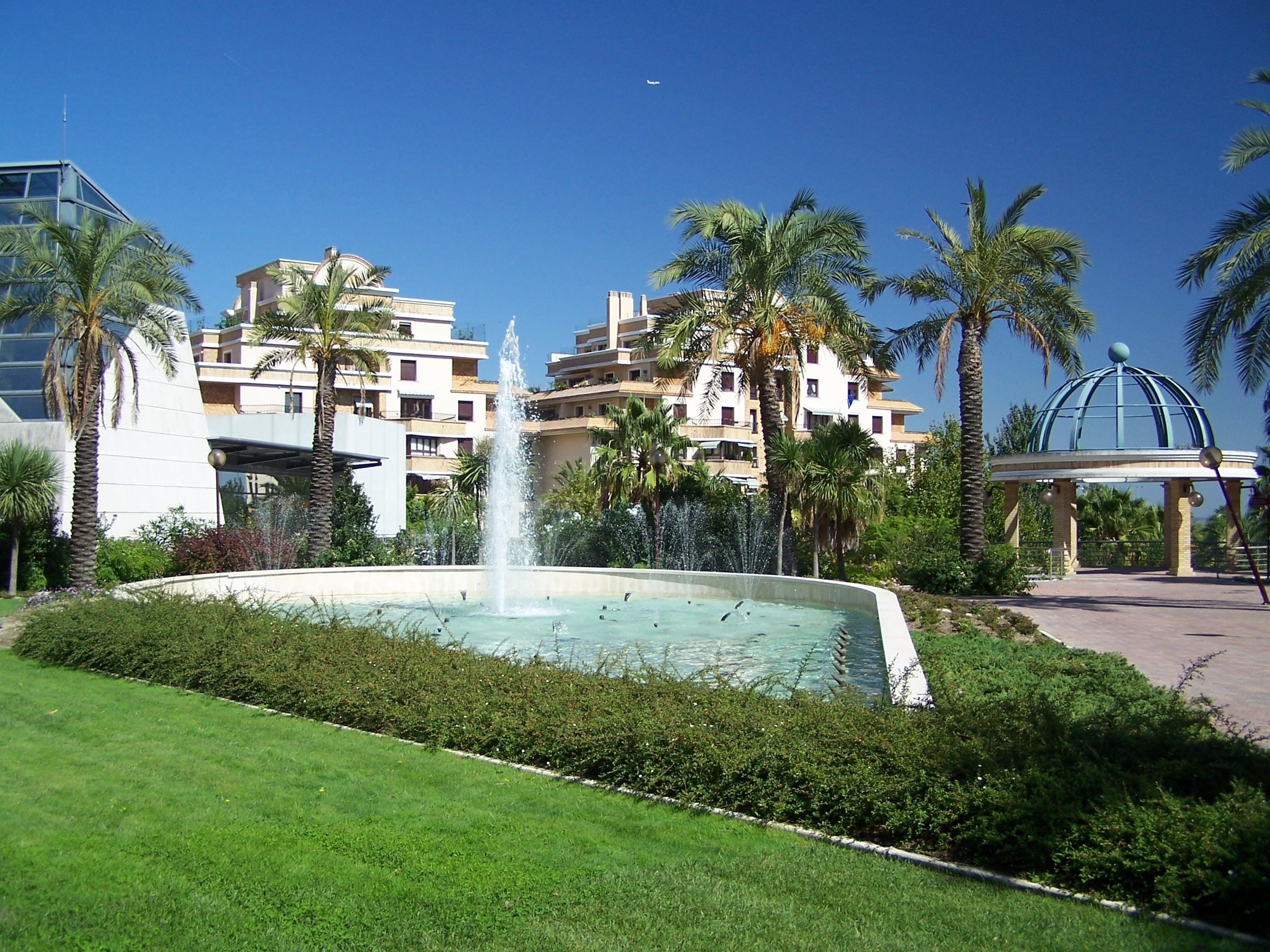
Urbanização construída no antigo espaço da Fábrica de Loiça de Sacavém, conta agora com um belo espaço verde.

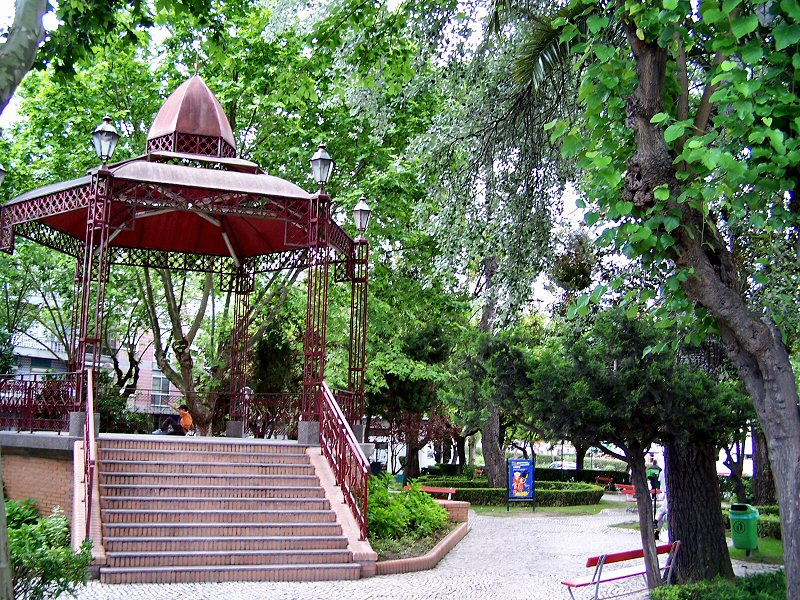
Jardim de Sacavém,vista parcial,construção de 1950(?).

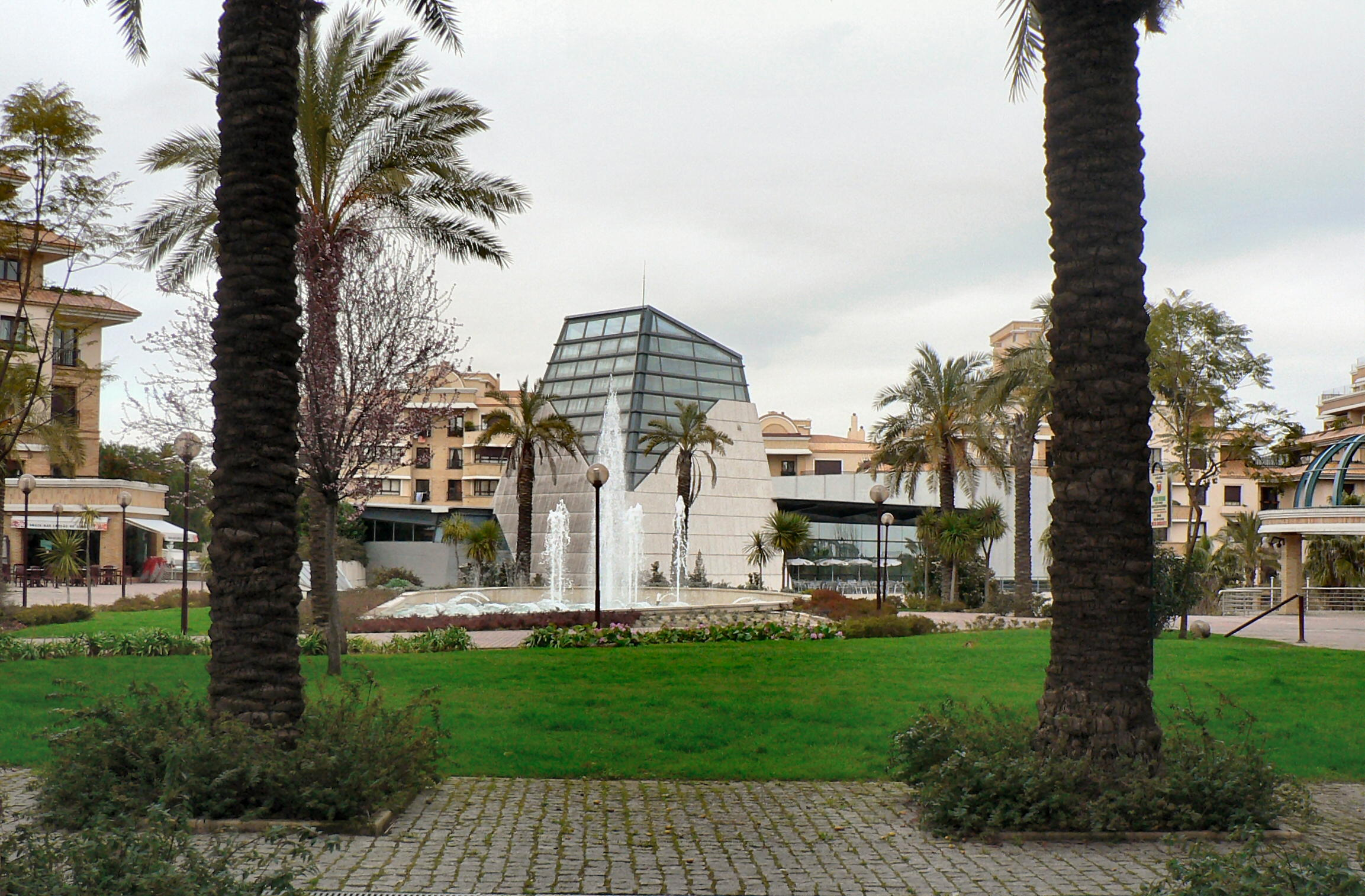
O Museu de Cerâmica de Sacavém.

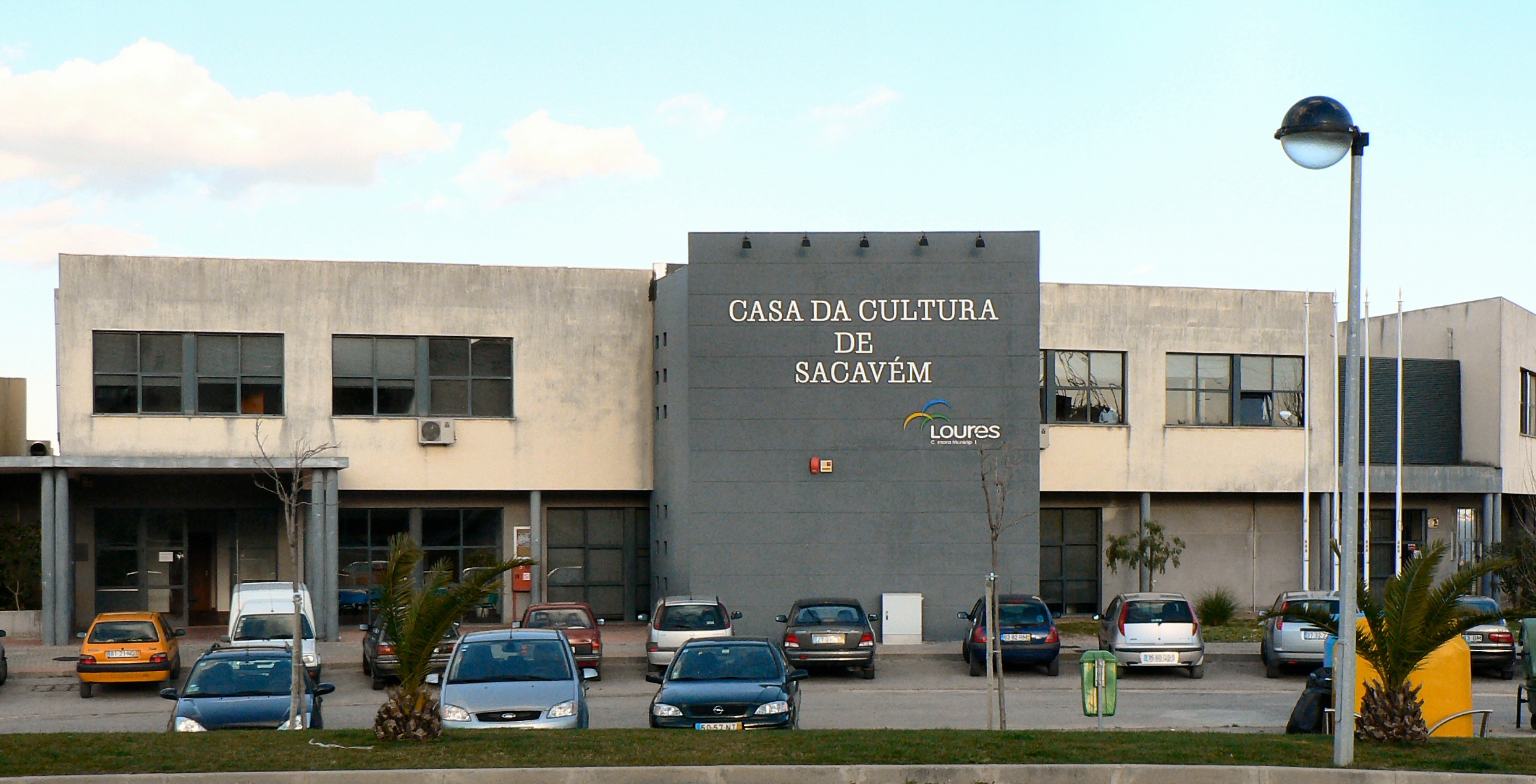
A Casa da Cultura de Sacavém.

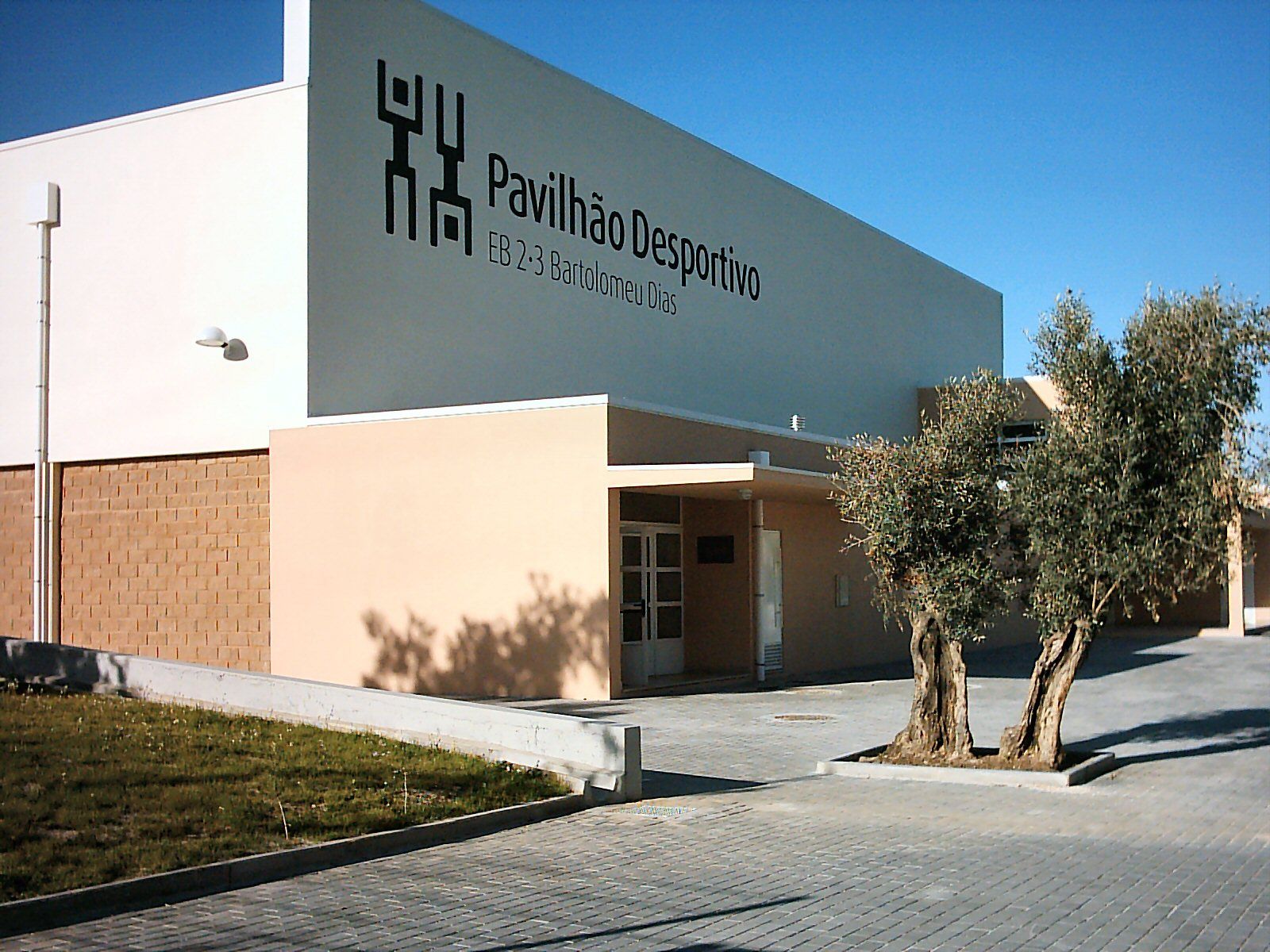
Pavilhão da Escola dos 2.º e 3.°Ciclos do Ensino Básico Bartolomeu Dias, em Sacavém.

## Património
Presentemente, nenhum do património histórico existente em Sacavém se encontra devidamente protegido[carece de fontes?]; em alguns casos decorrem estudos tendentes à sua salvaguarda, noutros nem por isso:
|  | Designações                                                                             | Categoria              | Tipologia           | Grau                                                                                           | Ano |
|  | --------------------------------------------------------------------------------------- | ---------------------- | ------------------- | ---------------------------------------------------------------------------------------------- | --- |
|  | Casa do Fiscal da Companhia das Águas de Lisboa                                         | Arquitectura civil     | Casa                | Património da da EPAL - Empresa Portuguesa de Águas Livres, S.A.                               | –   |
|  | Capela (ou Santuário) de Nossa Senhora da Saúde e de Santo André                        | Arquitectura religiosa | Capela (Igreja)     | Em estudo                                                                                      | –   |
|  | Convento de Nossa Senhora dos Mártires e da Conceição dos Milagres                      | Arquitectura religiosa | Convento            | Em estudo                                                                                      | –   |
|  | Coreto no jardim da Praça da República                                                  | Arquitectura civil     | Coreto              | Não classificado                                                                               | –   |
|  | Estação Ferroviária de Sacavém                                                          | Arquitectura civil     | Estação ferroviária | Não classificado                                                                               | –   |
|  | Igreja de Nossa Senhora da Purificação (Matriz)                                         | Arquitectura religiosa | Igreja              | Em estudo                                                                                      | –   |
|  | Igreja de Nossa Senhora da Vitória (ruínas)                                             | Arquitectura religiosa | Igreja (Capela)     | Em estudo                                                                                      | –   |
|  | Lápide no percurso da Rua Almirante Reis, com a inscrição epigráfica: † IĤS AVANTE 1652 | Arqueologia            | Lápide              | Não classificado                                                                               | –   |
|  | Monumento ao Trabalhador Cerâmico                                                       | Arquitectura civil     | Escultura           | Não classificado                                                                               | –   |
|  | Parque do Tejo e do Trancão                                                             | Parque                 | Parque              |                                                                                                | –   |
|  | Ponte sobre o rio Trancão                                                               | Arquitectura civil     | Ponte               | Não classificado                                                                               | –   |
|  | Ponte Vasco da Gama                                                                     | Arquitectura civil     | Ponte               | Não classificado                                                                               | –   |
|  | Quinta de São José                                                                      | Arquitectura civil     | Quinta              | Não classificado                                                                               | –   |
|  | Quinta de São Luís e São José                                                           | Arquitectura civil     | Quinta              | Não classificado                                                                               | –   |
|  | Quinta do Mercador                                                                      | Arquitectura civil     | Quinta              | Património da Mudança e Recursos Humanos, parte do grupo EDP - Electricidade de Portugal, S.A. | –   |
|  | Quinta do Olival da Vitória ou Palacete Braamcamp (ruínas)                              | Arquitectura civil     | Palácio             | Em estudo                                                                                      | –   |
|  | Reduto do Monte Sintra / Forte de Sacavém                                               | Arquitectura militar   | Forte               | Não classificado                                                                               | –   |
|  | Sifão do Canal do Alviela sobre o Rio Trancão                                           | Arquitectura civil     | Aqueduto            | Património da EPAL - Empresa Portuguesa de Águas Livres, S.A.                                  | –   |
|  | Subestação de Sacavém                                                                   | Arquitectura civil     | Estação eléctrica   | Património da REN - Redes Energéticas Nacionais, SGPS, S.A.                                    | –   |
|  | Torre medieval                                                                          | Arquitectura militar   | Torre               | Não classificado                                                                               | –   |

## Atividades económicas
Se até ao século XIX a principal atividade do território sacavenense passa por ter sido a agricultura, a industrialização que se verificou a partir da segunda metade desse século ditou a secundarização da povoação (destacando-se nesse contexto o impulso dado pela Fábrica da Louça de Sacavém). Enfim, a partir da segunda metade do século XX, com o declínio das atividade industriais na região, ganhou particular relevância o sector terciário, com inúmeras lojas dedicadas ao pequeno comércio e, em menor escala, aos serviços. Não obstante, subsistem ainda algumas (poucas) indústrias (como a do fabrico de tintas e de produtos de limpeza) e algumas pequenas hortas.

## Religião

### Orago maior
A cidade tem por orago maior Nossa Senhora da Purificação (a quem é dedicada a Igreja Matriz Paroquial do mesmo nome, em Sacavém de Baixo, junto ao Trancão). Trata-se, no entanto, de um orago recente, imposto à freguesia, o mais tardar, aquando da elevação da igreja conventual, àquela dedicada, à dignidade de Matriz (em 11 de Abril de1863, por concessão do Cardeal-Patriarca de Lisboa, D. Manuel Bento Rodrigues, a pedido da junta de paróquia de Sacavém); ao longo da Idade Média, o orago da freguesia era apenas referenciado como Santa Maria.

### Oragos menores
Um dos oragos menores, Nossa Senhora da Saúde (à qual é consagrada, conjuntamente com Santo André, o pequeno Santuário de Nossa Senhora da Saúde e Santo André, no centro histórico da cidade, em Sacavém de Cima) é, na verdade, aquele que maior veneração popular tem, realizando-se anualmente grandes festejos em sua honra, no primeiro Domingo de Setembro.
Se o culto de Nossa Senhora da Saúde se deve à acalmia de um surto de peste em 1599, atribuído à descoberta da imagem hoje guardada no altar-mor da capela, já o de Santo André parece estar associado ao facto de, desde a Idade Média, ter existido junto da actual capela da Senhora da Saúde uma gafaria, cujo protector seria precisamente Santo André.

### Oragos anteriores
Outrora foram também cultuados nesta freguesia:
- Nossa Senhora dos Prazeres (numa pequena capela que se julga ter existido no tempo dos Visigodos e também sob a dominação muçulmana, no local da actual Igreja da Senhora da Vitória);
- Nossa Senhora da Vitória (cultuada na igreja homónima, hoje em ruínas, desde a Idade Média; de 1755 até 1863, serviu de Igreja Matriz, não obstante a destruição sofrida no terramoto de 1755, até ter sido substituída pela Igreja Conventual nesse estatuto, muito devido à grande ruína em que mergulhou a Capela da Senhora da Vitória. Veio substituir a anterior devoção a Nossa Senhora dos Prazeres);
- Nossa Senhora dos Mártires (numa ermida que existiu no local do actual convento, e cuja fundação é atribuída a D. Afonso Henriques, logo após a conquista aos mouros em 1147 e a mítica batalha do rio de Sacavém, tendo sido aí cultuada até em 1577 ter sido demolida e sobre ela construído um convento com dúplice invocação – o convento de Nossa Senhora dos Mártires e da Conceição dos Milagres –, que subsistiu até pouco depois da extinção das ordens religiosas em 1834).
- São Francisco (numa capela que existiu no Largo da Saúde, defronte do Santuário da Senhora da Saúde, tendo sido construída em 1766, e demolida em 1876, por se achar em ruínas).

A par destes oragos cultuados em templos públicos, existiram em Sacavém outras várias capelas, pertença de particulares (Santo António, Nossa Senhora da Piedade, Nossa Senhora dos Anjos, Nossa Senhora dos Milagres, São Roque, Espírito Santo, Madre de Deus, São Sebastião e São José).

### Administração eclesiástica
Do ponto de vista da titulatura eclesiástica, o pároco de Sacavém detém a dignidade de Prior, visto outrora ter a Igreja de Santa Maria de Sacavém constituído uma colegiada; é, aliás, por esse motivo, que freguesia do Prior Velho tem hoje o nome que ostenta, pois numa das quintas desse lugar viveu, em tempos, um idoso prior de Sacavém. E, durante muito tempo, o prior de Sacavém foi em simultâneo pároco das povoações vizinhas (não obstante estas constituírem freguesias civis autónomas); só já no século XX, muito por ação do Prior Filinto Ramalho, estas ganharam párocos próprios.
A paróquia de Nossa Senhora da Purificação de Sacavém pertence, desde a reforma promovida pelo Cardeal-Patriarca D. José Policarpo em 11 de Junho de 2006, à Vigararia de Lisboa II, a qual inclui as demais paróquias da zona oriental do concelho de Loures, para além de várias outras da zona norte-oriental de Lisboa (Nossa Senhora do Carmo da Alta do Lumiar, Nossa Senhora da Encarnação da Ameixoeira, Nossa Senhora da Encarnação da Apelação, São Bartolomeu do Beato, Nossa Senhora dos Remédios da Bobadela, Santiago Maior de Camarate, São Bartolomeu da Charneca, São Félix de Chelas, São João Baptista do Lumiar, Santo Agostinho de Marvila, Santo António de Moscavide, Santa Maria dos Olivais, Nossa Senhora da Conceição dos Olivais-Sul, Nossa Senhora dos Navegantes do Parque das Nações, Cristo-Rei da Portela, São Pedro do Prior Velho, Nossa Senhora da Purificação de Sacavém, Santa Beatriz da Silva, Santa Iria de Azoia, Santo Eugénio da Encarnação, São João da Talha, Nossa Senhora da Porta do Céu de Telheiras, São Silvestre de Unhos e São Maximiliano Kolbe do Vale de Chelas). Até àquele dia, fazia parte da Vigararia de Sacavém, que era integrada apenas pelas paróquias da Apelação, Bobadela, Camarate, Prior Velho, Sacavém, São João da Talha, Santa Iria de Azóia e Unhos, e da qual a paróquia de Sacavém funcionava como sede.
No ordenamento administrativo da Igreja Católica, a Vigararia II de Lisboa inscreve-se por sua vez no quadro da Arquidiocese/Patriarcado de Lisboa.
É ainda de referir que, do ponto de vista territorial, a paróquia de Nossa Senhora da Purificação de Sacavém não recobre integralmente à freguesia civil de Sacavém, já que esta comporta, na sua metade oriental (território compreendido entre a margem do Tejo e a linha da Azambuja), a paróquia de Nossa Senhora dos Navegantes do Parque das Nações, ereta canonicamente com territórios desmembrados das paróquias de Sacavém, Santo António de Moscavide, Santa Maria dos Olivais e Nossa Senhora da Conceição dos Olivais-Sul, por decreto do Cardeal-Patriarca D. José Policarpo em 25 de Julho de 2003.

### Irmandades, confrarias e institutos de vida religiosa
Existem ainda em Sacavém a Irmandade do Santíssimo Sacramento, o Apostolado da Oração, a Associação das Almas, a Liga Operária Católica / Movimento de Trabalhadores Cristãos, Pastoral Familiar e a Irmandade de Nossa Senhora da Saúde, tendo esta última particular relevo no quadro da devoção popular à Senhora da Saúde.
Para além disso, Sacavém acolhe ainda no seu território, o Centro Social de Nossa Senhora das Graças, tutelado pelas Irmãs Franciscanas Missionárias de Nossa Senhora, sito na Quinta de São João das Areias, já na fronteira com Camarate.

## Feiras, mercados, e outras festividades
Outrora teve Sacavém três feiras anuais: a primeira, chamada Feira do Espírito Santo, no Domingo de Pentecostes, a segunda a 14 de Agosto, e a terceira a 14 de Setembro; todas três duravam três dias cada uma. A feira do Espírito Santo chegou a ser uma das mais concorridas do distrito de Lisboa, e constituía, a par das celebrações de Nossa Senhora da Saúde, no primeiro domingo de Setembro, uma dos momentos mais movimentados da vida de Sacavém.
Tinha também grande mercado de gado no Terreiro de Sacavém, no terceiro Domingo de cada mês, desde 1887. Até aí a dita feira realizava-se no terreiro de São Bartolomeu da Charneca; mas em virtude da incorporação daquela freguesia no concelho de Lisboa, e sendo na capital proibidos os mercados de gado pelo código administrativo então vigente, o último presidente do município dos Olivais deliberou transferir o dito mercado para o local mais próximo, fora da linha da circunvalação da capital, em que fosse possível realizar a dita feira – e esse lugar era precisamente Sacavém.
Teve também um Mercado, o Mercado 1ºde Maio, situado no edifício da Junta de Freguesia, que encerrou em 2013.
Presentemente, em Sacavém realiza-se o Mercado de Levante todos os Sábados de manhã; este mercado tem lugar sob um dos viadutos de acesso à Ponte Vasco da Gama, num terreno asfaltado de propósito para o efeito, e aí se comerciam, sobretudo, vestuário e alimentos.

## Comunicações e transportes
Do ponto de vista das comunicações, Sacavém é cruzada por uma rede viária significativa, contando-se entre as vias que a servem as seguintes:
- A Auto-Estrada do Norte (A1), que liga Lisboa ao Porto (com uma saída no Nó de Sacavém que redistribui o trânsito para a Ponte Vasco da Gama, IC2, CRIL e Segunda Circular), aí se situando o viaduto de Sacavém, que permite o atravessamento do rio;
- A Ponte Vasco da Gama, que permite o acesso à Auto-Estrada n.º 12 (A12) (ligando o Montijo a Setúbal até à A2);
- O Itinerário Complementar n.º 2 (IC2), que liga Sacavém a Moscavide, para Sul, e a Santa Iria de Azoia, para Norte;
- O Itinerário Complementar n.º 17 (IC17) (também conhecido como CRIL (Cintura Rodoviária Interna de Lisboa) ou A36), o qual estabelece a ligação – ainda incompleta pela ausência do troço Buraca/Pontinha – entre Sacavém e Algés;
- A Estrada Nacional n.º 10, que liga Sacavém a Vila Franca de Xira e daí segue para a Península de Setúbal);
- A Estrada Nacional n.º 250, que liga Sacavém à sede do concelho, Loures;
- A Estrada Nacional n.º 6-1/Estrada Municipal n.º 504, que liga Sacavém a Moscavide (Rua Cidade de Goa);
- A Estrada Municipal n.º 507, que a liga Sacavém a Camarate.

Até 1998, Sacavém tinha também uma ligação direta à Segunda Circular, em Lisboa, entretanto perdida devido às obras de construção dos troços da CRIL e ligação à Ponte Vasco da Gama.
Quanto aos meios de transportes, Sacavém é servida pela CP (Comboios de Portugal), através de uma estação ferroviária integrada na Linha da Azambuja (primeiro troço da Linha do Norte, que liga o Porto a Lisboa, e cuja inauguração do troço inicial remonta a 1856); de igual modo, tem uma densa rede de transportes públicos coletivos (camionetas), concessionados pela Rodoviária de Lisboa, e que ligam a cidade à capital (interfaces da Gare do Oriente, Campo Grande e Areeiro/Praça Francisco Sá Carneiro), bem como a outros pontos envolventes (Alverca do Ribatejo, Apelação, Bobadela, Camarate, Catujal, Charneca, Frielas, Loures, Moscavide, Pirescoxe, Portela, Póvoa de Santa Iria, Prior Velho, Santa Iria de Azóia, São João da Talha, Unhos e Via Rara).
Tem sido aventada a possibilidade de a concessionária de autocarros da cidade de Lisboa (a Carris) vir a poder deslocar alguns dos terminais das suas carreiras presentemente localizados em Moscavide e na Portela para Sacavém, mas até ao momento não se chegou ainda a um acordo com a empresa. Desta forma possibilitar-se-ia a mais fácil e direta ligação de Sacavém ao centro da capital.
Por outro lado, estava prevista a continuação da Linha Vermelha do Metropolitano de Lisboa (cujo atual terminal é a Estação do Aeroporto) com estações em Moscavide, Portela e Sacavém. Esta construção foi prevista e prometida em 2009 por Ana Paula Vitorino, com conclusão datada para 2014, contudo não passou de uma mera promessa eleitoral.
Finalmente, Sacavém dista apenas cerca de um quilómetro do Aeroporto Humberto Delgado, que serve a capital portuguesa.

## Personalidades célebres
De entre os muitos homens e mulheres nascidos nesta terra, ou que tendo nascido fora dela, aqui viveram e se destacaram, sublinham-se as seguintes figuras:
| Imagem | Nome                                                     | Nascimento                                 | Falecimento                                              | Observações |
| ------ | -------------------------------------------------------- | ------------------------------------------ | -------------------------------------------------------- | --- |
|        | Diogo Dias                                               | segunda metade do século XV                | primeira metade do século XVI                            | irmão do grande navegador Bartolomeu Dias, acompanhou Cabral na expedição que descobriu o Brasil, sendo referenciado na Carta do Achamento do Brasil de Pêro Vaz de Caminha como tendo desempenhado o cargo de almoxarife de Sacavém, tendo ainda vindo a descobrir a ilha de São Lourenço de Madagáscar |
|        | Padre Baltazar Barreira, S.J.                            | Sacavém, 1538                              | Cabo Verde, 4 de Junho de 1612                           | membro da Companhia de Jesus, evangelizador do reino de N’Gola, e ainda das terras da Guiné, da Serra Leoa, e das ilhas de Cabo Verde, onde faleceu |
|        | Padre Rodrigo Martins, S.J.                              | Sacavém, 1541                              | ?                                                        | membro da Companhia de Jesus, lente de teologia na Universidade de Évora |
|        | Padre Sebastião de Azevedo, C.O.                         | Sacavém, ?                                 | 26 de Setembro de 1731                                   | padre oratoriano |
|        | Soror Arcângela Maria da Assunção, O.SS.S.               | Sacavém, ?                                 | Marvila, 1737                                            | religiosa da Ordem de Santa Brígida, compositora de música sacra |
|        | Luís António Furtado de Castro do Rio de Mendonça e Faro | Sacavém, 7 de Setembro de 1754             | Lisboa, 7 de Abril de 1830                               | 6.º Visconde e 1.°Conde de Barbacena, doutor em filosofia, governador de Minas Gerais, e membro da deputação portuguesa enviada por Junot a Napoleão I de França a Bayonne, em 1808; veio a instalar em Sacavém a sua Quinta do Rio                                                                      |
|        | Manuel Bernardo Cotta Falcão Aranha de Sousa Menezes     | Sacavém, 17 de Dezembro de 1775            | 1840                                                     | fidalgo da Casa Real e oficial da Legião de Honra de França |
|        | Manuel Joaquim Afonso                                    | Lamas de Alvadia, 1804                     | Vila Real, 1871                                          | industrial português, fundador da Fábrica da Loiça de Sacavém |
|        | John Stott Howorth                                       | Londres, 14 de Maio de 1829                | Lisboa, 11 de Dezembro de 1893                           | agraciado com o título de Barão de Howorth de Sacavém, comerciante e industrial britânico, entretanto naturalizado português, grande responsável pelo desenvolvimento da Fábrica de Loiça de Sacavém |
|        | James Gilman                                             | ?                                          | 1921                                                     | terceiro administrador da Fábrica de Loiça de Sacavém |
|        | José Joaquim Pinto da Silva Sacavém                      | 2 de Abril de 1863                         | 2 de Junho de 1928                                       | 2.º visconde de Sacavém, dedicou a sua vida à actividade cerâmica |
|        | Prior Filinto Elísio Ramalho                             | Fataunços (Vouzela), 5 de Novembro de 1917 | Sacavém, 1 de Dezembro de 2001                           | pároco de Sacavém durante quase sessenta anos (desde 1942 até ao seu falecimento em circunstâncias trágicas em 2001), fundador do Centro Social Paroquial de Sacavém, ao qual os Sacavenenses carinhosamente chamam de Obra do Padre                                                                     |
|        | José Pedro Lourenço                                      |                                            |                                                          | Farmacêutico em Sacavém, foi, por três vezes, Presidente da Câmara Municipal de Loures. |
|        | Mestre Ferreira da Graça                                 | Peroviseu (Fundão), 3 de Setembro de 1919  |                                                          | distinto músico filarmónico, radicado em Sacavém desde a década de 1930 |
|        | Eduardo Gageiro                                          | Sacavém, 16 de Fevereiro de 1935           |                                                          | fotógrafo de renome internacional, agraciado pelo Presidente da República Jorge Sampaio com a Ordem do Infante D. Henrique em 2004 |
|        | Irene Cruz                                               | Sacavém, 6 de Setembro de 1943             |                                                          | actriz, agraciada pelo Presidente da República Jorge Sampaio com a Ordem do Infante D. Henrique em 2002 |
|        | Adérito Lopes                                            | Lisboa, 14 de Fevereiro de 1980            |                                                          | actor, nasceu em Lisboa mas reside em Sacavém |
|        | Rosa Villa                                               |                                            |                                                          | actriz, nasceu e viveu em Sacavém |
|        | Henriqueta Maya                                          | Sacavém, 4 de Novembro de 1945.            |                                                          | actriz, irmã de Irene Cruz, nasceu e viveu em Sacavém |
|        | José da Cruz (Zurk)                                      | Sacavém, 1923                              | Casa do Artista, Carnide, Lisboa, 31 de Dezembro de 2006 | Ilusionista, pai de Irene Cruz e Henriqueta Maya, viveu até ao fim da sua vida em Sacavém. |

## Títulos nobiliárquicos associados
- Barão de Howorth de Sacavém
- Visconde de Sacavém

## Acordos de geminação
Sacavém celebrou acordos de geminação com:
- A vila de Loriga, no Município de Seia, em 1 de Junho de 1996;
- A freguesia de Corte do Pinto, no Município de Mértola (onde se situa a Mina de São Domingos), em 2004.

## Cultura
Presentemente funcionam em Sacavém dois importantes espaços de cultura, os quais relembram a antiga produção cerâmica que tanto celebrizou a localidade:
- O Museu de Cerâmica de Sacavém, no local onde outrora se ergueu a Fábrica de Loiça de Sacavém;
- A Casa-Museu José Pedro (um afamado operário ceramista da cidade de Sacavém, que deixou significativo espólio artístico).

No dia 4 de junho de 2016 foi inaugurada a Biblioteca Municipal Ary dos Santos.

## Associações recreativas, culturais, desportivas e assistenciais
A cidade conta com várias instituições e associações ligadas ao lazer, à cultura, ao desporto ou ainda à assistência. Entre elas destaca-se:
- Academia Recreativa e Musical de Sacavém;
- Associação Comunitária de Reformados, Pensionistas e Idosos de Sacavém;
- Associação dos Amigos da Quinta do Património (AQUIPA);
- Associação dos Naturais e Amigos de Loriga (ANALOR);
- Associação Humanitária dos Bombeiros Voluntários de Sacavém;
- Casa da Cultura de Sacavém;
- Centro Social Paroquial de Sacavém (Obra do Padre);
- Clube dos Jovens (extinto em 2008);
- Clube dos Caçadores;
- Clube Recreativo de Sacavém (CRS);
- Cooperativa de Crédito e Consumo «A Sacavenense»;
- Liga dos Amigos da Mina de São Domingos;
- Núcleo Sportinguista de Sacavém;
- Pensamentos ao Vento - Associação
- Sociedade Columbófila de Sacavém;
- Sport Grupo Sacavenense

## Educação
Situam-se também em Sacavém diversas escolas dos vários graus de ensino, público e privado:
- Escola do 1.°Ciclo do Ensino Básico n.º 1
- Escola do 1.°Ciclo do Ensino Básico n.º 3
- Escola dos 2.º e 3.°Ciclos do Ensino Básico Bartolomeu Dias
- Escola Secundária de Sacavém
- Externato Infante Santo

## Heráldica
Sacavém usa a seguinte bandeira e brasão de armas:
Um escudo de vermelho, uma ponte de três arcos, com os flancos incompletos, de ouro, lavrada de negro. Em chefe, uma cruz em aspa, de prata. Contra-chefe ondado de seis faixas de prata e azul, onde assentam três barcas de ouro vistas de proa. Uma coroa mural de prata de cinco torres. Um listel branco, com a legenda a negro, em maiúsculas: «SACAVÉM». Bandeira gironada de azul e amarelo; cordões e borlas de ouro e vermelho.
Até 1997, data da sua elevação a cidade, a então vila de Sacavém usava um brasão idêntico, exceto no tocante ao número de torres da coroa mural (quatro em vez das atuais cinco); de igual forma, até então, a partição da bandeira era esquartelada, tendo passado a gironada para refletir o novo estatuto. E, apesar de o texto legal prever que no listel conste apenas a legenda «SACAVÉM», em muitas representações oficiais do brasão surge a divisa com o atributo da povoação: «CIDADE DE SACAVÉM».
Quanto à simbologia do escudo, o vermelho do campo expressa o sangue derramado na mítica batalha que D. Afonso Henriques travou com os mouros; a ponte de ouro alude à velha ponte romana sobre o Trancão; a aspa representa o orago menor da freguesia, Santo André; as barcas demonstram a importância das atividades económicas que eram realizadas através do rio, recorrendo para isso a embarcações (aludem também a uma antiga festividade de Sacavém, a Festa do Barco, realizada até à década de 1920); por fim, as faixas ondadas de azul e prata estão para os dois rios que banham a freguesia: o Trancão e o Tejo.
Assinale-se ainda, a título de curiosidade, que o decreto que estabelece a heráldica da freguesia propõe a rara peculiaridade (também presente, a título de exemplo, na bandeira de Monte Gordo) de o estandarte ter esmaltes diferenciados entre cordões e borlas (ouro e vermelho) e os da bandeira em si (gironada de azul e amarelo).